# سردر ورودی پادگان
سر در ورودی پادگان مربوط به دوره پهلوی است و در گرگان، لشکر ۳۰ گرگان واقع شده و این اثر در تاریخ ۳ بهمن ۱۳۵۶ با شمارهٔ ثبت ۱۵۳۹ به‌عنوان یکی از آثار ملی ایران به ثبت رسیده است.